# Stockbridge, New York
Stockbridge är en kommun (town) i Madison County i delstaten New York. Vid 2010 års folkräkning hade Stockbridge 2 103 invånare.